# Jean-Victor Makengo
Jean-Victor Makengo (Étampes, 12 de junho de 1998) é um futebolista francês que atua como meio-campista. Atualmente defende o Lorient.

## Carreira
Jean-Victor Makengo começou a carreira no Caen.